# Praeaphanostoma musculosum
Praeaphanostoma musculosum är en plattmaskart som beskrevs av Ehlers och Doerjes 1979. Praeaphanostoma musculosum ingår i släktet Praeaphanostoma och familjen Isodiametridae. Inga underarter finns listade i Catalogue of Life.